# Colobothea bisignata
Colobothea bisignata är en skalbaggsart som beskrevs av Bates 1865. Colobothea bisignata ingår i släktet Colobothea och familjen långhorningar.
Artens utbredningsområde är:
- Guyana.
- Surinam.

Inga underarter finns listade i Catalogue of Life.